# 彼得羅·洛倫澤蒂
彼得羅·洛倫澤蒂（Pietro Lorenzetti）是一位義大利畫家，活躍於公元1306年至1345年之間。他與弟弟安布羅喬·洛倫澤蒂在三維空間佈置的藝術和實驗中預示了文藝復興時期的藝術表現。

## 生平
目前人們對彼得羅·洛倫澤蒂的生平知之甚少，（根據推測）只知道他於13世紀末（約1280/90年）出生於錫耶納，（可能）於1348年在錫耶納去世，成為當時毀滅性的第一次黑死病大流行的受害者。
喬爾喬·瓦薩里並不知道這安布羅喬·洛倫澤蒂與彼得羅·洛倫澤蒂是兄弟，因為他將皮斯托亞聖弗朗西斯科教堂一幅畫上彼得羅的姓氏誤認成「勞拉蒂」（Laurati）。
彼得羅曾在阿西西、佛羅倫斯、皮斯托亞、科爾托納和錫耶納工作過，但確切的時間尚不清楚。他的作品表明了杜喬·迪·博尼塞尼亞（他可能曾在其工作室工作過，可能與西蒙尼·馬蒂尼一起工作）、喬托和喬凡尼·皮薩諾對他造成的影響。
根據喬爾喬·瓦薩里的說法，正是彼得羅裝飾錫耶納階梯聖母醫院外牆的壁畫，首先讓他引起了同時代人的注意。這些壁畫——現在被認為是洛倫澤蒂兄弟的作品——於1720年被摧毀，隨後被重新粉刷。
他的許多宗教作品仍然可以在托斯卡納城鎮阿雷佐、阿西西和錫耶納的教堂和博物館中看到（例如，他最後的記錄作品《聖母誕生》（約1335-1342年）就陳列在博物館中）。

## 外部連結
- Carl Brandon Strehlke, "Virgin and Child Enthroned and a Servite Friar, with Angels by Pietro Lorenzetti (cat. 91;EW1985-21-1,2[]" in The John G. Johnson Collection: A History and Selected Works[], a Philadelphia Museum of Art free digital publication.
- Pietro Lorenzetti at the Web Gallery of Art （页面存档备份，存于）
- Pietro Lorenzetti at Panopticon Virtual Art Gallery